# 913.
◄ | 9. stoljeće | 10. stoljeće | 11. stoljeće | ►
◄ | 880-ih | 890-ih | 900-ih | 910-ih | 920-ih | 930-ih | 940-ih | ►
◄◄ | ◄ | 910. | 911. | 912. | 913. | 914. | 915. | 916. | ► | ►►
Astronomija • Književnost • Kršćanstvo • Pravo • Promet

## Smrti
- Anastazije III., papa

## Vanjske poveznice
|  | Zajednički poslužitelj ima još gradiva o temi 913. |